# میشتیتسه
میشتیتسه (به چکی: Myštice) یک منطقهٔ مسکونی در جمهوری چک است که در ناحیه ستراکونیتسه واقع شده‌است. میشتیتسه ۱۵٫۹۹ کیلومتر مربع مساحت و ۲۸۲ نفر جمعیت دارد و ۴۵۹ متر بالاتر از سطح دریا واقع شده‌است.